# Cacia estrellae
Cacia estrellae là một loài bọ cánh cứng trong họ Cerambycidae.